# SIG SAUER P290
SIG SAUER　P290とは、ドイツのSIG SAUER社が開発した自動拳銃である。

## 概要
個人の護身や警察など法執行機関のコンシールド・キャリー（秘匿携行）用、小型ダブルアクション拳銃。
ポリマーフレームを採用し軽量化を図っているほか、あえてシングルカラムとすることでフレームを薄くし、秘匿性を高めている。
P290にアンダーマウントレールは存在しないが、ダストカバー下部に専用のレーザーサイトが装着できる。（あらかじめ組み込まれたモデルも存在する）
また、グリップパネルが交換可能となっており、（主に外見の）好みに合わせてカスタマイズできる。